# Johann Evangelist Helfenzrieder
Johann Evangelist Helfenzrieder, född 9 december 1724 i Landsberg am Lech, död 25 mars 1803 i Raitenhaslach vid Burghausen, var en tysk astronom och matematiker.
Helfenzrieder, som var jesuit, tjänstgjorde som lärare i matematik vid universitetet i Ingolstadt. Han upptäckte 1766 en periodisk komet med 5 års omloppstid, vilken dock senare icke återfunnits. Han utgav en mängd astronomiska och fysikaliska arbeten, bland vilka märks Tubus astronomicus amplissimi campi cum micrometro suo et fenestellis ocularibus novum instrumentum et cetera (1773).